# 天洋丸級貨客船
天洋丸級貨客船（てんようまるきゅうかきゃくせん）とは、かつて東洋汽船および日本郵船が所有していた貨客船のクラスの一つ。日本における貨客船のクラスにおいて初めて1万トンを超えたクラス、またタービン機関の使用を選択した最初のクラスとして、日本船舶史上の一大マイルストーンとなっている。
本級の実現には東洋汽船を率いていた浅野財閥創始者浅野総一郎の熱意が大きく影響しており、競合船主との対抗上、当時の日本では前代未聞の大プロジェクトとして浅野の音頭取りによって建造が実現した。天洋丸級貨客船の存在が東洋汽船の経営にプラスになったかどうかはさておき、日本の船舶界、とりわけ造船業への影響と貢献は莫大なものがあった。3隻就航したが、1隻は海難事故により不幸にして早く失われ、残る2隻は東洋汽船の経営難から日本郵船に移籍の上、後継の浅間丸級貨客船と入れ替わるようにリタイアし、船舶改善助成施設の解体見合い船としてその生涯を全うした。
本項では、主に建造までの背景や特徴などについて説明する。

## 建造までの背景
1896年（明治29年）6月に創業した東洋汽船（浅野財閥）は、パシフィック・メイル社（PM社）およびオリエンタル・アンド・オクシデンタル社（Oriental and Occidental）との提携によりサンフランシスコと香港間の航路を、パシフィック・メイルおよびオリエンタル・アンド・オクシデンタルの船舶6隻と自己の船舶3隻で開設する。この航路のために用意されたのが日本丸級貨客船であり、経営も比較的順調に推移していた。
ところが、提携先の一つであるパシフィック・メイル社と、後発組の、ジェームズ・ジェローム・ヒル率いるグレート・ノーザン汽船会社は、ともに1万トンを越える大型船の建造に乗り出す。パシフィック・メイル社の「コリア」 (S.S. Korea) と「サイベリア」 (S.S. Siberia) は太平洋航路では初めての1万トン超の貨客船であり、続いて建造された「モンゴリア」 (S.S. Mongolia) と「マンチュリア」 (S.S. Manchuria) は1万3千トン級に、グレート・ノーザン汽船会社の「ミネソタ」 (S.S. Minnesota) と「ダコタ」 (S.S. Dakota) にいたっては2万トンを超える大きさであった。1万トン超の大型船の威力は凄まじく、例えば「亜米利加丸」はホノルルですでに確保していた船客40名を「コレア」に取られたほどであった。日本丸級貨客船の陳腐化を目の当たりにし、大型船建造の決議をしていた東洋汽船ではあったが、日露戦争の行く末がある程度つかめるようになるまで計画は実行に移されなかった。そんな中、浅野総一郎はパシフィック・メイル社社長エドワード・ヘンリー・ハリマンから、「日本丸級貨客船程度の船舶では太刀打ちできないだろうから、日本丸級貨客船をパシフィック・メイル社に売り渡すか、パシフィック・メイル社の持ち船全てを購入するか」という内容の交渉を持ちかけられた。浅野総一郎はハリマンからの話をとりあえずはやり過ごし、遼陽会戦が終わったあとの1904年9月から大型船の建造を具体化させ、日本海海戦に勝利した直後の1905年6月に三菱長崎造船所と大型船2隻の建造契約を結び、のちに1隻を追加発注した。これが天洋丸級貨客船である。

## 一覧

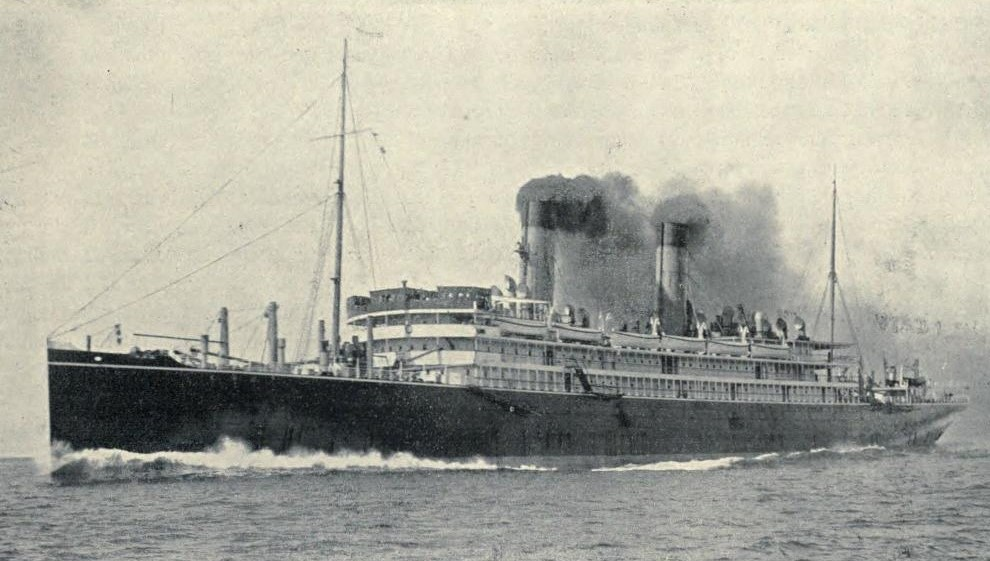
天洋丸・地洋丸（東洋汽船）

| 船名   | 起工          | 進水          | 竣工           | 備考・出典 |
| ------ | ------------- | ------------- | -------------- | ---------- |
| 天洋丸 | 1905年6月23日 | 1907年9月14日 | 1908年4月22日  | [ 13 ]     |
| 地洋丸 | 1905年6月23日 | 1907年12月7日 | 1908年11月21日 | [ 14 ]     |
| 春洋丸 | 1907年8月16日 | 1911年2月18日 | 1911年8月15日  | [ 14 ]     |

## 建造
浅野総一郎の構想は、当時の認識では実に破天荒ともいうべき壮大なものであった。トン数は1万2千トン、使用する機関は当時の日本で何の実績もなかったタービン機関を導入するという画期的な天洋丸級貨客船の建造計画に対して、三菱側は尻ごみをするばかりであった。天洋丸級貨客船の発注までに三菱長崎造船所で建造された最大の船舶は日本郵船の「丹後丸」（7,463トン）であったが、トン数での比較では天洋丸級貨客船は「丹後丸」のおよそ2倍に相当した。タービン機関にしても、「天洋丸」と「地洋丸」が起工した時点の日本において蒸気タービンのノウハウが全くなく、海外に目を転じても北大西洋航路の就航船にようやく導入されたばかりであった。もっとも、第一船「天洋丸」の建造が3年近くにおよんだため、「日本初の蒸気タービン船」の称号は、イギリスのウィリアム・デニー・アンド・ブラザーズ社で建造され日本に回航された日本鉄道の「比羅夫丸」（1,480トン）のものとなった。タービン機関の採用の背景には、浅野総一郎が石油事業で懇意にしていたサミュエル商会と縁が深かったこともあり、その縁を使ってカリフォルニア産の石油を調達し運用しようと目論んだ節があった。
三菱側は造船所所長の荘田平五郎が浅野総一郎に会って建造計画の再考、具体的には船型の縮小や主機関のレシプロへの変更などを促したが浅野の意思は固く、浅野の主張通りに建造が進められることとなった。もっとも、浅野総一郎は三菱側の負担を少しでも和らげるべく、タービン機関などの建造資材などを自前で輸入して三菱側に提供する配慮を見せた。第一船「天洋丸」の船価は最終的に492万円、そのうち造船奨励法に基づく補助金がトン当たり20円であった。東洋汽船が輸入した資材は約151万4000円におよび、これは当初見積もられた船価の3分の1に近い額であった。
船名については浅野総一郎はその由来を『易経』に求め、その一節「天玄而地黄」から「天」と「地」を選んだのち、「玄洋」は黒い海を意味するため忌避して、「春」の字を選んだ。

## 特徴
天洋丸級貨客船では、日本の貨客船では初めてとなる居室、寝室および浴室が一体化した特別室や、飲酒も喫煙も自由なラウンジが設けられた。冷房装置についても、1901年竣工の貨客船「熊野丸」（日本郵船、5,076トン）に部分的に装備されていたサーモタンク式装置を大々的に取り入れ、食堂や喫煙室、読書室などに導入された。船内用発電機は75キロワット出力のものが2基装備され、自動式閉鎖装置付きの防水扉やテレフンケン式電信機なども導入されたが、これらも日本最初のものであった。船内装飾は、当初は「五穀豊穣」をイメージしたものが用意され、最終的には基本をアール・ヌーヴォーの様式に、欄間部やステンドグラス、張地などの工芸部門に日本文化を基調とした装飾が施されることとなった。もっとも、当時の日本の家具工業技術は裂地類を除けば内装を整えるレベルに達しておらず、すべてイギリス製であった。「天洋丸」の上等室入口には和田英作の手による油絵が掲げられていた。二番船「地洋丸」と三番船「春洋丸」の船内装飾は日本での設計に切り替えられ、「春洋丸」の食堂には東郷平八郎の立像が設置されていた。
天洋丸級貨客船の特徴の一つであるタービン機関はパーソンス式反動タービンのものであり、「天洋丸」と「地洋丸」は輸入品を、「春洋丸」は三菱長崎造船所製のものが据えられた。導入に際しては、パーソンス社から支配人と3名の監督官が来日し、据え付け運転はもちろんのこと、監督官に関しては就航後に機関士として乗船した。ボイラーは三菱長崎造船所製のスコッチ・ボイラーであったが、ライバルのタービン船とくらべると若干非力であり、しかも本来は石炭焚きのものであって石油焚きの装置は後でつけられたものであった。燃料油用ディープ・タンクは石炭庫に切り替えることもでき、そのためのマンホールもあらかじめ設置されていた。
天洋丸級貨客船での採用が、日本の貨客船で最後になったものもある。食堂は、36人用の長テーブル3脚、8人用の小テーブル6脚が2組の計12脚のテーブルが用意され、200人の船客が一斉に食事がとれるようになっていた。もっとも、長テーブルのスタイルではマナーの問題、特に上座・下座の問題が続出し、天洋丸級貨客船以降の貨客船では小テーブル散在式に切り替えられた。
「天洋丸」、「地洋丸」と「春洋丸」とでは建造時期が異なったことにより目立った違いがある。「春洋丸」は建造時期が後述の東洋汽船の不調期にあたっていたせいか、船内装飾が著しく簡素化され、甲板材も遊歩甲板にチークを使った以外はマツを使用していた。また、「天洋丸」と「地洋丸」は有事の際には仮装巡洋艦に改装する計画があったのか、舵頭が水線上に露出しない構造になっていたが、「春洋丸」は一般商船同様に舵頭が水線上に出ている構造となっていた。
天洋丸には本格的な無線設備が設置され、銚子市川口夫婦鼻に整備された銚子無線電信局との間で交信が可能であった。これが日本で最初に公衆通信に電波を利用した事例であり、天洋丸電波局長の米村嘉一郎が日本で最初の船舶無線通信士とされる。なお当時の日本では無線の運用ノウハウは皆無に等しく、開設当初は湾内ならばなんとか交信できたものの、湾外へ出ると房総半島が障害となって交信不可能となる等のトラブルが多発した。後にノウハウが蓄積されるとシアトルに着く前日にアメリカの無線局から港や気象の状況を聞き取ったり、洋上で日本から送ってもらったニュースを纏めた「船内新聞」を発行することも出来るようになった。

## 就役
第一船「天洋丸」は1908年（明治41年）4月22日に竣工し、5月には横浜港に回航されて大臣や貴族院、衆議院両議員など数千人の観覧に供された。来客は船内装飾の豪華さに驚き、東洋汽船の今後の経営を危ぶむ者もいたほどであった。また、別の者は「東洋汽船の株は売りだ」と叫んだりもした。11月には二番船「地洋丸」が就航して、日本丸級貨客船のうち「亜米利加丸」と「香港丸」は南米航路に移された。
しかし、東洋汽船はサンフランシスコ航路と南米航路の定期航路以外は有力な航路を持っておらず、貨物船隊も揃っていなかった。実際、「天洋丸」就航直後に創立以来初めての赤字を出し、1910年（明治43年）に遠洋航路補助を受けるまでの間は、天洋丸級貨客船の減価償却やアメリカの移民抑制策などに悩まされて経営が苦しい状況が続くこととなった。経営不振は三番船「春洋丸」の建造に大きな影響を与え、建造期間が間延びする結果となった。また、天洋丸級貨客船の特徴の一つであった蒸気タービンも期待したほどの成果を挙げなかった。前述のように浅野総一郎はかねてから石油の有用性を説き、また建造当時のカリフォルニア原油の相場がトン当たり6.7円、日本産石炭がトン当たり8円だったこと、浅野総一郎が取引のほかに石油精製事業を手掛けていたことが蒸気タービン導入の大きな伏線となっていたが、「天洋丸」就航直後に原油関税が引き上げられた結果、「安い原油で運航する」という浅野総一郎の目論みは大きく崩れ去る結果となってしまった。機関そのものも発展途上で先行のレシプロ機関にはかなわず、ライバルの「コリア」と比べても燃料消費量が35パーセント余分にかかる結果となった。石炭焚きに切り替えざるを得なかったとはいえ完全な石炭焚きにはしなかったらしく、2本の煙突からはそれぞれ違った色の煙が出ていた。遅れて竣工した「春洋丸」のタービン機関用のボイラーは、この理由により初めから石炭専焼であった。浅野総一郎個人に起因しない理由もあるとはいえ、日本郵船が一割配当していたのとは対照的な東洋汽船の経営危機に株主は不満を持ち、株主総会では浅野総一郎の退陣を要求するまでになった。自決を要求する者もいた。経営危機は、浅野総一郎の音頭取りで成立した遠洋航路補助法による補助金により、当面去ることとなる。
第一次世界大戦の時期は、天洋丸級貨客船にとっては天国と地獄を見た時期でもある。ヨーロッパの戦乱を避けてアジア回りでアメリカに向かう船客が増加し、天洋丸級貨客船の一等および二等船室は常に満員という状況となった。ところが、1916年（大正5年）3月31日未明、マニラから香港に向かっていた「地洋丸」が霧中を航行中に香港沖の担杆島北東端に座礁。離礁できず、4月5日に船体が折れたため4月27日に放棄された（地洋丸の座礁を参照）。天洋丸級貨客船は「天洋丸」と「春洋丸」の2隻体制となる。
1920年代に入ると東洋汽船の経営危機問題が再燃し、これに加えてカナダ太平洋鉄道系の船会社であるカナダ・パシフィック・ライン（CPL）が「エンプレス・オブ・カナダ」（21,517トン）などの2万トン超の貨客船を送り込むと、苦境は一層深まることとなった。そのさなかに発生した1923年（大正12年）9月1日の関東大震災では、「春洋丸」が神戸から横浜への支援物資の輸送に活躍。その翌年の1924年（大正13年）から1925年（大正14年）にかけては「天洋丸」が主機関をパーソンス式タービン機関からギアード・タービン機関に換装する工事を受けた。しかし、「天洋丸」と「春洋丸」の老いは隠せるものではなく、さりとて東洋汽船に「天洋丸」と「春洋丸」の代替船を建造する体力はもはや残っていなかった。進退窮まった東洋汽船は政府の斡旋により、1926年（大正15年）2月にサンフランシスコ航路、南米航路とその使用船を新会社「第二東洋汽船」に承継させて分離し、次いで3月11日に第二東洋汽船は日本郵船に合併されて「天洋丸」と「春洋丸」も日本郵船に移籍した。その後、後継の浅間丸級貨客船の建造と就航により「天洋丸」は1930年（昭和5年）、「春洋丸」は1932年（昭和7年）に引退し、船舶改善助成施設の解体見合い船として「天洋丸」は1933年（昭和8年）、「春洋丸」は1936年（昭和11年）にそれぞれ解体されて姿を消した。なお、「天洋丸」の代船として建造されたのがN型貨物船四番船の「能代丸」（7,189トン）、「春洋丸」の代船として建造されたのがA型貨物船ネームシップの「赤城丸」（7,189トン）である。

## 意義
天洋丸級貨客船は「浅野の子」と言っても過言ではないほど浅野総一郎が心血を注いだ船であり、天洋丸級貨客船が横浜を出帆する日は、浅野総一郎は必ず人力車で横浜港に赴いてその船出を見送っていたほどであった。造船関係海外コンサルタントの三浦昭男が「浅野総一郎の決断がTKKの経営に大きく貢献したかどうかは疑問が残るが」と評しているように、東洋汽船の航路数は決して多くなく会社の維持も安定せず、常にライバル船会社の脅威と対峙し続ける状況であった。そういう状況を誰よりも知る浅野総一郎の企業家精神と夢が、日本で初めての1万トン超の船舶建造を周囲の懸念や反対を押し切って推進し、実現させたと言えよう。造船業の観点から見ても、日本で初めての5000トン超の貨客船「常陸丸」（日本郵船、6,172トン）を三菱長崎造船所が竣工させたのが1898年（明治31年）のことであり、それから10年で「常陸丸」の倍にあたる大きなの船舶を建造できる技術力を持ったということになる。
また、天洋丸級貨客船の日本の船舶史上における立ち位置は一種のターニングポイントでもあり、実際に天洋丸級貨客船を見知っている海事史家の山高五郎は「同時代の一般邦船の水準と、天洋丸級のそれをくらべてみると、その優秀ぶりは実に顕著なものがあった」と回想している。山高は後継の浅間丸級貨客船を「事前の掛け声が大きかった割に大したことがない」という趣旨の評価を与えており、それだけに天洋丸級貨客船の出現は日本の船舶界に大きなインパクトを与えた。三浦も、「天洋丸こそが同時代の欧米のレベルに最も近付いた客船」と評している。

## 要目一覧
| 船名   | 総トン数/ (載貨重量トン数) | 全長/垂線間長           | 型幅   | 型深   | 主機/馬力（最大）                                                                       | 最大速力    | 旅客定員                           | 備考・出典           |
| ------ | -------------------------- | ----------------------- | ------ | ------ | --------------------------------------------------------------------------------------- | ----------- | ---------------------------------- | -------------------- |
| 天洋丸 | 13,454 トン                | 175.3 m Loa 167.7 m Lpp | 19.2 m | 11.7 m | パーソンス式タービン機関3基3軸 / ギアード・タービン機関3基3軸（1925年以降） 19,000 馬力 | 20.6 ノット | 一等：249名 二等：73名 三等：600名 | [ 39 ] [ 57 ] [ 58 ] |
| 地洋丸 | 13,454 トン                | 175.3 m Loa 167.7 m Lpp | 19.2 m | 11.7 m | パーソンス式タービン機関3基3軸 19,000 馬力                                              | 20.6 ノット | 一等：249名 二等：73名 三等：600名 | [ 59 ]               |
| 春洋丸 | 13,377 トン                | 175.3 m Loa 167.7 m Lpp | 19.2 m | 11.7 m | 三菱パーソンス式タービン機関3基3軸 19,000 馬力                                          | 20.2 ノット | 一等：198名 二等：70名 三等：620名 | [ 60 ]               |